# Pugmil
Pugmil is een gemeente in de Braziliaanse deelstaat Tocantins. De gemeente telt 2.252 inwoners (schatting 2009).